# Saint-Barthélemy (Mancha)
Saint-Barthélemy es una población y comuna francesa, situada en la región de Baja Normandía, departamento de Mancha, en el distrito de Avranches y cantón de Mortain.

## Demografía
| 370 | 310 | 299 | 361 | 388 | 361 |
| Para los censos de 1962 a 1999 la población legal corresponde a la población sin duplicidades (Fuente: INSEE [Consultar]) |     |     |     |     |     |